# Cel mai tare detectiv
Cel mai tare detectiv (titlu original: The Hebrew Hammer  cu sensul de Ciocanul Ebraic) este un film american din 2003 scris și regizat de Jonathan Kesselman. Rolurile principale au fost interpretate de actorii Adam Goldberg, Judy Greer, Mario Van Peebles, Peter Coyote și Andy Dick. Este un film care parodiază cele mai comune stereotipuri despre evrei și care a  stârnit proteste ale comunităților de evrei. 

## Prezentare
Fiul lui Moș Crăciun își ucide tatăl și are de gând să distrugă Hanuka. Liga Justiției Evreiești îl angajează pe  Mordechai Jefferson Carver / Ciocanul Ebraic pentru a salva Hanuka.

## Distribuție
- Adam Goldberg ca Mordechai Jefferson Carver / Ciocanul Ebraic
  - Grant Rosenmeyer ca young Mordechai
- Judy Greer ca Esther Bloomenbergensteinenthal
- Andy Dick ca Damian Claus
- Mario Van Peebles ca Mohammed Ali Paula Abdul Rahim
- Peter Coyote ca Jewish Justice League Chief Bloomenbergensteinenthal
- Nora Dunn ca Mrs. Carver
- Sean Whalen ca Tiny Tim
- Tony Cox ca Jamal
- Richard Riehle ca Moș Crăciun
- Melvin Van Peebles (cameo) ca Sweetback
- Rachel Dratch ca Tikva
- Harrison Chad ca Schlomo
- Annie McEnroe ca Mrs. Highsmith
- Elaine Hendrix ca Blonde bombshell
- Ed Koch ca himself

## Primire
Film are  un rating de  52% pe site-ul Rotten Tomatoes.